# Vampyriscus bidens
Vampyriscus bidens är en däggdjursart som först beskrevs av George Edward Dobson 1878.  Vampyriscus bidens ingår i släktet Vampyriscus och familjen bladnäsor. IUCN kategoriserar arten globalt som livskraftig. Inga underarter finns listade. Arten listades fram till 2006 i släktet Vampyressa.

## Utseende
Arten blir 50 till 60 mm lång (huvud och bål), saknar synlig svans, har 35 till 37 mm långa underarmar, 14 till 18 mm långa öron och 8 till 11 mm långa bakfötter. Den broskiga hälsporren (calcar) är kortare än halva fotens längd. På ovansidan har hannar en gråbrun till chokladbrun eller svart päls och honornas päls är mera gråaktig. I ansiktet finns fyra vitaktiga strimmor från nosen till öronen, ovanpå och nedanför ögonen. Dessutom har öronen nära huvudet en vit kant. Likaså finns en ljus längsgående strimma på ryggens mitt som kan vara otydlig hos ljusa exemplar.
Hudfliken på näsan (bladet) består av en hästskoformig basis och en spjutformig topp. Den del av flygmembranen som ligger mellan bakbenen har en klaff i mitten. Den bär bara nära kroppen hår.
Fladdermusen har bara två framtänder i underkäken vad som återspeglas i artepitet. Det bildas av de latinska orden bi (två) och dens (tand).

## Utbredning
Denna fladdermus förekommer i norra delen av Sydamerika i Amazonområdet och angränsande regioner. Arten vistas där främst i låglandet. Habitatet utgörs av tropiska regnskogar och andra fuktiga landskapsformer.

## Ekologi
Vampyressa bidens äter främst frukter. Individerna är främst aktiva under skymningen men de kan vara aktiva hela natten. De syns ofta tillsammans med andra fladdermöss nära vattenpölar som skapades av tapirer. Allmänt är levnadssättet okänt.